# ペア将棋
ペア将棋（ペアしょうぎ）は、二人が組を作って対戦する、将棋の対局の一形式。同性同士がペアを組むことも可能だが、普及・交流の目的などから、男女でペアを組むことが一般的である。ルールで男女ペアに限定しているアマチュアの大会もある。

## 概要
ペア碁が国内プロ棋戦の開催、国際大会における正式種目としての採用など、囲碁を楽しむ形式の一つとして市民権を得ているのに比べ、プロ将棋界におけるペア将棋は、もっぱらテレビの新春特別番組や将棋の日などのイベントにおける余興として行われるに留まっている。
ただし、近年では、日本女子プロ将棋協会（LPSA）が1dayトーナメントにおいてペア将棋形式を採用した大会を開催したり、イベントとして「ペア将棋選手権」（公開対局）を例年開催するなど、本格的な大会や大規模なイベントもみられるようになった。 
アマチュア棋戦ではフェアリープリンセス（女性将棋同好会）主催の「ペアマッチ将棋大会」が開催されている。

## ルール
一般的なルールは以下の通り。
- 各ペアは自分達の手番ごとに二人が交代で指す（男女ペアの場合は女性が初手を指す）。
- 途中で相談タイムを1、2回取ることができる。相談タイムを取った場合は盤から離れて、相談コーナーで駒を動かして検討可能。相談タイムを取られた側も相談可能（ただし、盤からは離れられない）。
- 対局中は基本的に無言（相談タイムを取るかどうかの確認は可能）。
- その他は普通の将棋と同じ。

## 特徴
ペア将棋では、その局面における最善手を指すことよりも、次に交代で指す人（パートナー）と読み筋を共有しやすそうな手を選んで指すことが重要となる。自分が最善手を指したとしても交代で指す人がその手の意味がわからず読み筋を共有できなければ、前の手とちぐはぐな手を指してしまい形勢を損ねる危険があるためである。
そのほかにも、パートナーとの得意戦法その他の事前からの意思の疎通、お互いのミスをカバーし合う気遣いなども必要であり、通常の対局にはない独特の楽しみがある。
テレビやイベントの余興で行われている場合などでは、対局中に、対戦相手の指し手に対してだけでなくペアとして組んでいるお互いの指し手に対しても様々なリアクションが見られることがある。相談タイムではそれまでの進行に対する色々な感想が出たり、そこで話し合った読み筋がその後的中するかどうかといった点などが見所となる。